# Stadt der Teufel
Stadt der Teufel (englischer Originaltitel: L.A. Confidential) ist ein 1990 von James Ellroy veröffentlichter Kriminalroman im Stile der „Hardboiled detective novels“ von Raymond Chandler und Dashiell Hammett. Der Roman bildet den dritten Band des „L.A. Quartet“, in dem Ellroy fiktive und reale Kriminalfälle aus Los Angeles mit einer Darstellung der gesellschaftlichen Entwicklung der USA nach dem Zweiten Weltkrieg verknüpft.
Das Buch diente als Vorlage für den Film L.A. Confidential (1997) von Curtis Hanson mit Russell Crowe, Kevin Spacey und Danny DeVito. Kim Basinger erhielt einen Oscar für die beste Nebenrolle. Insgesamt gab es sieben Nominierungen. Der Film konzentriert sich auf einen Handlungsstrang.

## Inhalt
Die Handlung spielt in Los Angeles zwischen 1950 und 1958 und ist in fünf Teile sowie den Prolog gegliedert. Immer wieder wird das Geschehen durch Zeitschriften- und Zeitungsartikel dargestellt.

### Erster Teil – Blutige Weihnacht (1951–1953)
Während der Weihnachtsfeier im Los Angeles Police Department stürmt eine Gruppe betrunkener Cops den Zellentrakt und verprügelt dort einsitzende mexikanische Häftlinge, die einen Überfall auf zwei Polizeibeamte des Reviers zu verantworten haben. Die Öffentlichkeit, allen voran das Klatschmagazin Hush-Hush, fordert eine schnelle Aufklärung, während die Führungsriege des LAPD versuchen möchte, die „Blutige Weihnacht“, wie der Vorfall genannt wird, unter den Teppich zu kehren. Edmund Exley, der an jenem Abend die Aufsicht hatte und vergeblich versucht hatte, seinen Kollegen Einhalt zu gebieten, schließt einen Deal mit dem Staatsanwalt und den ermittelnden Vorgesetzten: Er sagt vor Gericht gegen einige beteiligte Polizisten aus, um diese zu opfern und das restliche LAPD zu schützen. Dabei handelt es sich um den Unruhestifter jener Nacht Richard „Dick“ Stensland, seinen Partner und Schläger Wendell „Bud“ White und einige Kollegen mit Pensionsansprüchen. Dafür erhält er eine Beförderung zum Lieutenant. Auch Jack Vincennes, der in die Schlägerei verwickelt war, sagt vor Gericht aus. Er wird vom Drogendezernat zur Sitte versetzt. Andere Polizisten, darunter White selbst, weigern sich zu kooperieren und Kollegen zu belasten. Stensland scheidet aus dem Polizeidienst aus und wird verurteilt. Bud White entgeht einer Verurteilung, da keiner der Häftlinge gegen ihn aussagen will, und wird in die Abteilung von Lieutenant Dudley Smith versetzt. Sowohl White als auch Stensland sehen in Exley einen Verräter.

### Zweiter Teil – Das Nite-Owl-Massaker (1953–1957)
In dem Café „Nite Owl“ werden drei Angestellte und drei Gäste erschossen und ausgeraubt. Schnell geraten drei Farbige in Verdacht. Sie gestehen nicht, können aber eindeutig für die Entführung und Vergewaltigung einer Mexikanerin belangt werden. Die Waffen und das Fluchtfahrzeug werden gefunden. Bevor die Verdächtigen zu Geständnissen gezwungen werden können, fliehen sie und werden von Ed Exley aufgespürt und kompromisslos erschossen. Damit scheint der Fall beendet, aber nicht alle Ermittler glauben an die Schuld der drei Schwarzen im Nite-Owl-Fall. Exley wird für seine Arbeit hoch gelobt und wieder befördert.
Jack Vincennes bearbeitet bei der Sitte einen Fall von Herstellung und Vertrieb qualitativ hochwertiger Pornos. Er ermittelt auf eigene Faust und ohne das Wissen seiner Vorgesetzten und findet Pierce Patchett und seine wie Filmstars zurechtgemachten Nutten.
Bud White wird von Dudley Smith vor allem zur Einschüchterung von Kriminellen eingesetzt. Er wird mit der Überprüfung der erschossenen Gäste  beauftragt. Bei den Opfern handelt es sich um einen Ex-Polizisten und einen Kleinganoven sowie eine junge Frau. Er entdeckt, dass der Ganove vorhatte, Pornos zu vertreiben, und stößt über dessen Prostituierte auf Pierce Patchett und Lynn Bracken, die Veronica-Lake-Kopie, mit der er ein Verhältnis beginnt.
Sid Hudgens vom Hush Hush-Magazin erpresst Vincennes mit dessen Vergangenheit, damit er Patchett in Ruhe lässt. Hudgens wird kurz darauf ermordet. Jack Vincennes sucht nach Beweismitteln gegen ihn in Hudgens’ Besitz. Diese befinden sich aber schon bei Pierce Patchett. Jack vereinbart mit Lynn Bracken als Patchetts Stellvertreterin Stillschweigen im jeweils anderen Fall.
Richard Dick Stensland gerät, nachdem er seine Haftstrafe verbüßt hat, vermehrt an Alkohol und Kriminelle. Nachdem er bei einem Raubüberfall zwei Männer tötet, wird er festgenommen und zum Tode verurteilt. White und Exley nehmen an seiner Hinrichtung teil.

### Dritter Teil – Internal Affairs (1957–1958)
Ed Exley wird Captain und übernimmt die Abteilung für Innere Angelegenheiten. Er stößt zufällig auf Ungereimtheiten in den Arbeitsberichten von Jack Vincennes in der Zeit, als er wegen der Pornos ermittelt hat. Jack erzählt ihm, dass er für Dudley Smith Bud White beschatten sollte. So erfährt Exley von Lynn Bracken und Whites Ermittlungen im Nite-Owl-Fall.
Bud White wird aufgrund beruflicher Fortbildung und besserem Betragens zum Sergeant ernannt. Er untersucht auf eigene Faust eine landesweite Serie von Morden an Prostituierten, auf die er durch seine Nite-Owl-Recherchen stieß.

### Vierter Teil – Endstation Leichenschauhaus (1958)
Der Nite-Owl-Fall wird aufgrund medialen Drucks wieder aufgerollt. Um ihn rauszuhalten, wird die Leitung der Ermittlungen Dudley Smith statt Exley übertragen. Smith macht sich sofort auf die Suche nach Farbigen. Ed besteht auf eigenen Ermittlungen und holt sich Vincennes und White ins Team. Exley erfährt von Jack, dass Patchett die Pornos gehandelt hat. Er will auch alle Informationen von White, doch der hält sich bedeckt und wartet auf seine Chance zur Rache.
Exley nimmt sich den Kreis um Patchett vor und erfährt von Prostitution, Erpressung der Kunden mit Fotos, gemacht von Sid Hudgens, und Heroinhandel. Patchett wird ermordet, bevor er verhört werden kann.
Bud White untersucht weiter die Morde an Prostituierten. Die Verteilung über das Land deckt sich mit dem Tourplan einer Band. Er erfährt, wer für die Morde verantwortlich ist, und versucht über seine Informanten den Aufenthaltsort zu erfahren. Er vermutet aus dem Gespräch heraus, dass seine Informanten zusammen mit dem Mörder am Nite-Owl-Fall beteiligt sind, wenn nicht sogar geschossen haben. Sobald sie allein sind, versuchen die Informanten Kontakt zu Dudley Smith aufzunehmen.
White arbeitet nun mit Exley und Vincennes zusammen. Sie kommen gemeinsam zu dem Schluss, dass Smith sich nach der Inhaftierung des Gangsterbosses Mickey Cohen dessen Geschäfte einverleiben wollte. Er hat Konkurrenten eingeschüchtert oder ermordet, versuchte Mickey Cohen umzubringen und hat auch von dem Pornohandel des Kleinganoven aus dem Nite Owl erfahren. Er ließ ihn spektakulär beseitigen, was gleichzeitig als Warnung für Pierce Patchett gedacht war. Die Mordserie an den Prostituierten steht damit nicht in Verbindung, sondern ist die Tat eines einzelnen.
Bei mehreren Schießereien werden alle Nite-Owl-Schützen sowie Jack Vincennes getötet und Bud White schwer verletzt. Die vertraulichen Akten von Sid Hudgens, die sich im Besitz von Pierce Patchett befinden, liefern keinerlei Beweise gegen Dudley Smith. Die Nite Owl-Morde sind aufgeklärt, aber Smith kann nicht belangt werden.

### Fünfter Teil – Nach dem Abschied (1958)
Ed Exley wird zum Deputy Chief ernannt. Er nimmt sich vor an Smith dran zu bleiben. Bud White hat überlebt und zieht mit Lynn nach Arizona. Er und Exley gehen als Freunde auseinander.

## Protagonisten
Edmund „Ed“ J. Exley ist zu Beginn des Romans 29 Jahre alt. Er wird durch seinen Vater geprägt, der ein erfolgreicher Polizist und Geschäftsmann ist und Eds Bruder Thomas immer den Vorzug gab. Ed will seinem Vater beweisen, dass er es weiter bringen kann als sein toter Bruder. Im Krieg hat er bereits tote Japaner so drapiert, dass es aussah, als hätte er sie alle getötet. Dafür ist er ausgezeichnet worden. Er ist besessen von Ehrgeiz und dem Gedanken an eine steile Karriere. Er ist überaus klug und überzeugt, damit weiter zu kommen als Bud White mit roher Gewalt. Im Verlauf der Geschichte lernt er auch Buds Methoden schätzen so wie dieser seine. Er ist von seinem Vater mit dem Gedanken aufgezogen worden, die Gerechtigkeit zu schützen und zu vertreten, muss aber feststellen, dass sich das nicht immer mit seiner Karriere verträgt. Er ist zu feige, sich zwischen dem Wunsch, seinem Vater zu imponieren, und dem Wunsch, für Gerechtigkeit zu sorgen, zu entscheiden. Seine eigene Doppelmoral schmerzt ihn. Er ist eifersüchtig auf Bud White, der zwar ein Schläger ist, aber nie einen Hehl daraus macht wie und wofür er kämpft. Gegen Ende der Geschichte entscheidet sich Exley für sein Gewissen, auch mit dem Risiko seine Karriere und seinen Helden, seinen Vater, zu verlieren.
Wendell „Bud“ White ist 33 Jahre alt und ebenfalls Cop. Im Alter von 16 Jahren wurde er von seinem alkoholabhängigen Vater an die Heizung gekettet und musste mitansehen, wie dieser seine Mutter totschlug. Seitdem hat er einen Hass auf Männer, die ihre Frauen schlagen, und nutzt seine Stellung als Streifenpolizist, um sie zu verfolgen. Er ist äußerst loyal, direkt und scheut sich nicht Gewalt anzuwenden. Er nimmt es Edmund Exley übel, Stensland verpfiffen zu haben und gibt ihm die Schuld an seinem Abstieg und letzten Endes auch an seinem Tod. Sein Hass auf Edmund Exley und die Tatsache, dass er es leid ist der unterschätzte Schläger zu sein, bringen ihn dazu sich fortzubilden, um seinem Kontrahenten mit Strategie und Klugheit statt Gewalt schaden zu können und vielleicht sogar vor ihm den Fall zu lösen.
Jack „Trashcan“ Vincennes ist ein langgedientes LAPD-Mitglied. Er hat 1947 unter Einfluss von Alkohol und anderen Drogen zwei Unschuldige erschossen, was von seinen Vorgesetzten vertuscht wurde. Seitdem versucht er sauber zu bleiben und hat sich der Drogenfahndung verschrieben. Wie das Vorbild dieser Figur, der hochdekorierte LAPD Officer Marty Wynn, arbeitet Jack als Berater für eine Krimiserie namens Badge of Honor, in der echte Fälle nachgestellt werden. Dies bringt ihm einigen Respekt bei seinen Kollegen ein und Kontakte in die Filmbranche. Gleichzeitig arbeitet er mit Sid Hudgens, dem Herausgeber von Hush-Hush zusammen, um die Verfehlungen von Prominenten medienwirksam aufzudecken. Er hat durchaus ein Gewissen, beweist aber immer wieder Skrupellosigkeit, wenn sie ihm nützt. Er lässt sich gern als Held feiern und ist bemüht, dieses Bild von sich aufrechtzuerhalten.
Dudley L. Smith 
Smith taucht bereits in den Vorgängerromanen des L.A.Quartet auf. Bereits dort wird er als ein anti-kommunistischer, rassistischer Polizist eingeführt. Er versucht White für sich einzuspannen und ihn weiter gegen Exley aufzubringen.

## Stil und Sprache
Die Geschichte erzählt ein allwissender Erzähler.
Stakkato – das beschreibt seinen Stil am besten. Ellroy ist sparsam, verschwendet kein unnötiges Wort und beschreibt die Szenen kompromisslos realistisch.
Ellroys Stil wurde sehr stark von Raymond Chandler und Dashiell Hammett beeinflusst.

## Auszeichnungen
- Ellroy erhielt 1992 den Deutschen Krimipreis für das Buch.

## Ausgabe
- James Ellroy: Stadt der Teufel. Ullstein, Berlin 2002, ISBN 3-548-24414-9.